# Millettia laotica
Millettia laotica är en ärtväxtart som beskrevs av François Gagnepain. Millettia laotica ingår i släktet Millettia och familjen ärtväxter. Inga underarter finns listade i Catalogue of Life.